# 鈴木正規
鈴木 正規（すずき まさき、1955年4月18日 - ）は、日本の財務官僚。環境事務次官を最後に退官後、イオン銀行取締役会長、イオンフィナンシャルサービス取締役会長。

## 人物・経歴
- 和歌山県出身。大阪教育大学附属高等学校天王寺校舎を経て[1]
- 1978年 東京大学法学部卒業[2]。大蔵省入省（国際金融局総務課）
- 1979年 国際金融局企画課
- 1980年 大臣官房調査企画課
- 1982年 大臣官房調査企画課調査第一係長[3]
- 1983年 龍野税務署長
- 1984年 名古屋国税局総務部総務課長
- 1986年 国税庁長官官房付（ハーバード大学留学）[4]。
- 1987年 - 1995年 国際金融局総務課長補佐（調整・渉外）[5]、大臣官房文書課長補佐（審査）[6]、主計局主計官補佐（防衛係主査）、主計局主計官補佐（通商産業係主査）、銀行局中小金融課長補佐、大臣官房法令審査室長
- 1995年 - 1997年 山形県企画調整部長、総務部長
- 1997年7月17日 主計局主計企画官（調整担当）
- 1998年1月30日 松永大蔵大臣秘書官（事務担当）
- 1998年7月30日 主計局主計官（公共事業総括、公共事業担当）
- 2000年7月1日 金融庁総務企画部政策課長
- 2001年1月6日 金融庁総務企画局政策課長[7]
- 2002年7月 金融庁監督局銀行第一課長
- 2003年7月 財務省理財局財政投融資総括課長
- 2004年7月　内閣官房内閣参事官（内閣官房副長官補付） 兼 内閣官房情報技術（IT）担当室参事官[8][9]
金融庁監督局銀行第一課長だった当時、りそな銀行への公的資金投入問題で怪文書を流され「金融庁の不当介入か」と一時問題にされていた。金融庁内では「事実無根」と擁護する声が強かったものの、内閣参事官としていったん本省から離れていた[10]。
- 2005年7月 財務省主計局次長（末席）[11]
- 2006年7月 財務省主計局次長（次席）[12]
- 2007年7月 財務省大臣官房総括審議官
- 2008年7月 環境省大臣官房審議官
- 2009年7月 環境省自然環境局長
- 2011年1月 環境省地球環境局長
- 2012年9月7日 環境省大臣官房長
- 2014年7月8日 環境事務次官
- 2015年7月31日 退官
- 2015年10月 イオン銀行代表取締役会長、イオンフィナンシャルサービス顧問、イオン顧問
- 2016年6月 イオン銀行取締役会長、イオンフィナンシャルサービス代表取締役会長、イオンクレジットサービス取締役
- 2017年3月 イオン執行役総合金融事業担当
- 2019年4月 AFSコーポレーション代表取締役会長、イオンフィナンシャルサービス取締役会長[13]。
- 2023年1月 イオン銀行顧問[14]
- 2025年4月 春の叙勲で瑞宝重光章を受章[15][16]。